# Prințesa Alexandra, Lady Ogilvy
Prințesa Alexandra, Onorabila Lady Ogilvy (Alexandra Helen Elizabeth Olga Christabel; n. 25 decembrie 1936) este nepoata cea mică a regelui George al V-lea al Regatului Unit și a reginei Mary de Teck. Este văduva lui Sir Angus Ogilvy. Înainte de căsătorie era cunoscută drept Prințesa Alexandra de Kent, fiind prima prințesă care folosește desemnarea teritorială de Kent de la regina Victoria, care înaintea ascensiunii sale la tron era cunoscută drept Prințesa Alexandrina Victoria de Kent.